# Max Melton
Malachi Melton, detto Max (Mays Landing, 15 aprile 2002), è un giocatore di football americano statunitense che milita nel ruolo di cornerback per gli Arizona Cardinals della National Football League (NFL).

## Carriera universitaria
Nel 2020, nella sua prima stagione con i Rutgers Scarlet Knights,  Melton dispute 9 partite, di cui 6 come titolare, mettendo a segno 21 tackle. L’anno seguente dispute 10 gare come titolare, con 28 placcaggi, 3 intercetti e 6 passaggi deviati. Nel 2021 a causa di una sospensione saltò tre partite. Nel 2023 fece registrare 33 tackle, 2 dei quali con perdita di yard, 2 intercetti e 10 passaggi deviati.

## Carriera professionistica

### Arizona Cardinals
Melton fu scelto nel corso del secondo giro (43º assoluto) del Draft NFL 2024 dagli Arizona Cardinals. Debuttò come professionista subentrando nella gara del primo turno contro i Buffalo Bills mettendo a segno 2 placcaggi. La sua stagione da rookie si chiuse con 51 tackle, un fumble forzato e 5 passaggi deviati disputando tutte le 17 partite, di cui 3 come titolare.